# Artéphius
Artéphius fut un philosophe hermétique juif ou arabe qui vivait vers 1130.
On ne sait rien sur sa vie, mais il cite Adfar, le maître de Morien, tandis que lui-même est cité par Roger Bacon. On peut donc le placer au XIe siècle, au temps de Calid et de Morien.
Il est l'auteur de plusieurs ouvrages sur l'alchimie, entre autres:
- Le Secret Livre sur la pierre philosophale  ayant trait à la constitution du feu secret. Cet ouvrage a été traduit en 1612 par P. Arnauld (www.carbanzo.com). On retrouve ce livre dans Philosophie naturelle de trois anciens philosophes renommés, Artéphius, Flamel et Synésius, traitant de l'art occulte et de la transmutation métallique, Paris, 1682.
- Clef de sagesse (Clavis majoris sapientiae), traduit en 1632 (carbanzo.com), et dans lequel il insiste sur le rapport entre la génération des métaux et l'influence des astres, et où il donne la préparation du savon. Cet ouvrage a fait l'objet d'une étude approfondie de Chevreul où il a clairement démontré que cet ouvrage n'était pas d'Alphonse X le Sage comme cela était rapporté jusqu'alors.

Artéphius se vantait de pouvoir prolonger la vie au-delà de mille ans à l'aide « d'une merveilleuse quintessence », mais il n'en donna pas la recette. Il croyait à la végétation des minéraux en l'assimilant à celle des végétaux, idée absurde a priori mais redécouverte par les minéralogistes français du XIXe siècle.

## Source
Marie-Nicolas Bouillet  et Alexis Chassang (dir.), « Artéphius » dans Dictionnaire universel d’histoire et de géographie, 1878 (lire sur Wikisource)